# Jim O’Neill

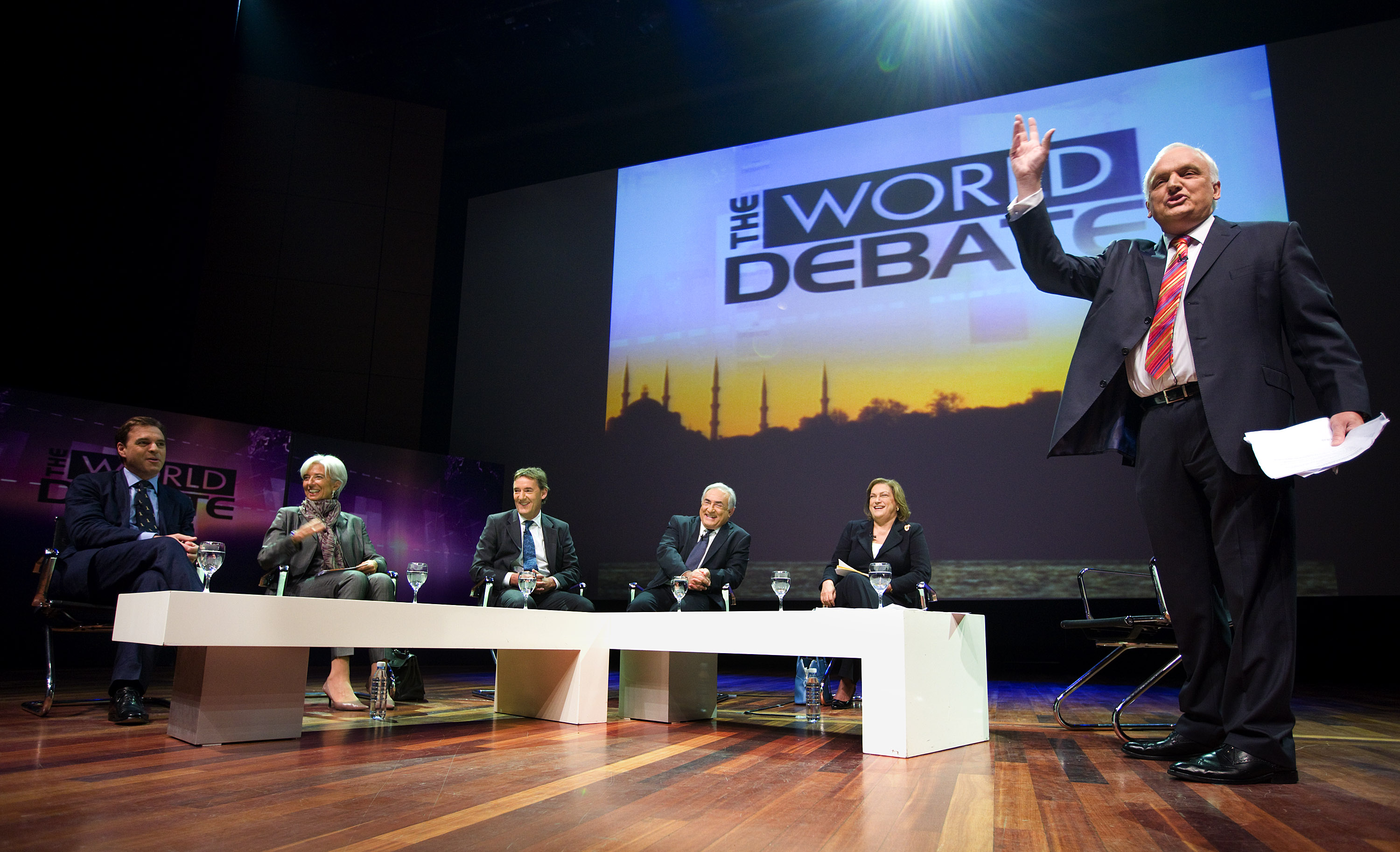
Jim O'Neill junto a Nik Gowing, Niall Ferguson, Christine Lagarde, Dominique Strauss-Kahn y Guler Sabanci, en reunión del año 2009.

Terence James O'Neill (Mánchester, 17 de marzo de 1957) es un economista británico. Este especialista es conocido por haber propuesto el término BRIC, para referirse a las economías de Brasil, India, Rusia, y China.

## Vida
Realizó sus estudios en la Universidad de Sheffield y la Universidad de Surrey. En el período 2001-2010, 'Jim O'Neill se desempeñó como director del área de economía global en el conocido grupo financiero Goldman Sachs. Este especialista es conocido por haber propuesto el término BRICs, para referirse a las economías de Brasil, India, Rusia, y China.
Desde el año 2010, O'Neill es presidente de la empresa Goldman Sachs. Además, O'Neill es un participante destacado en Bruegel, un think tank (laboratorio de ideas, centro de reflexión) europeo en temas de economía internacional y de política monetaria. Es miembro del Consejo Asesor Internacional del Centre for Rising Powers en la Universidad de Cambridge.
Es el creador del concepto BRIC (acrónimo que designa el eje Brasil, Rusia, India y China), el que acuñó y difundió en el año 2001, en un paper (documento) titulado Building Better Global Economic BRICs. También creó el bloque de los N-11 en el año 2005, que está conformado por México, Turquía, Indonesia, Corea del Sur, Bangladés, Irán, Egipto, Nigeria, Vietnam, Filipinas y Pakistán,y de los MIST en el año 2011, los cuales son los cuatro países más desarrollados de los N-11
En el año 2003 escribió un ensayo llamado "Soñando con los BRIC: Rumbo a 2050" (en inglés: Dreaming with BRICs: The Path to 2050), en el cual postula que los países del BRIC serían las próximas potencias emergentes hacia el año 2050.
O'Neill se ha especializado en el Mercado Internacional de Divisas  (Forex), y fue señalado en el año 2005 por Gavyn Davies, principal ejecutivo de la BBC entre 2001 y 2004, como uno de los "principales economistas del Mercado Internacional de Divisas del mundo", en lo referido a los últimos años del siglo XX y primeros del siglo XXI.